# S-drazby.cz
S-drazby.cz provozované společností Centrum aukcí.cz s.r.o. je český server pohybující se v oblasti elektronických dražeb nemovitostí, zaměřený na neseriózním účtování poplatků za neadekvátní služby. Server bývá někdy srovnáván s tzv. „šmejdy“, což je lidové označení pro firmy využívající nekalé praktiky.

## Nekalé poplatky za registraci
Firma poskytuje upoutávky a inzeráty na dražby cizích dražebních společností a poskytnutí informací zájemcům podmiňuje jejich registrací na serveru. Nicméně za registraci a poskytnutí informací k dražbě si účtuje poplatek ve výši 5 000 Kč, na který předem neupozorňuje kromě nijak nezvýrazněné informace ve veřejných obchodních podmínkách. Byznys serveru je tak založený na nevědomosti uživatele a na častém odklikávání veřejných obchodních podmínek bez jejich čtení nebo jen po jejich prolétnutí. Veřejné obchodní podmínky serveru jsou totiž postaveny tak, že zvýrazněno je jen to, co je vše zdarma. Nezvýrazněná informace o poplatku 5.000 Kč tak zapadne.
Pro posílení důvěry uživatelů server používá podobnosti s produkty Seznam.cz. Informace o dražbě získané od serveru S-drazby.cz jsou přitom k dispozici na původním seriózních dražebních serveru, odkud je S-drazby.cz přebírá, zcela zdarma.

### Obrana poškozených zákazníků
Praktiky společnosti opakovaně kritizuje časopis dTest, na jehož popud už uložila Česká obchodní inspekce společnosti pokutu, nicméně praktiky společnosti to dosud (březen 2022) nezměnilo. Česká obchodní inspekce radí takto neseriózně účtované a proto neoprávněné poplatky nehradit a praktiky společnosti označuje za nekalé. Stejné praktiky už se objevily například v německojazyčných zemích a i tam dospěla soudní praxe k jednoznačnému závěru, že na základě těchto nekalých praktik nevzniká společnosti nárok na zaplacení požadované ceny.
Společnost však může u okresního soudu nechat vydat platební rozkaz, v takovém případě je potřeba podat proti platebnímu rozkazu bezplatně odpor, jinak po 15 dnech od doručení nabývá účinku pravomocného rozsudku. Po podání odporu započne standardní soudní řízení, kde má poškozený významnou šanci spor vyhrát. Při těchto právních úkonech časopis dTest doporučuje obrátit se na advokáta, přestože je možné odpor podat i bez právní pomoci.

## Další nekalé praktiky
Firma si také účtuje z nákupu nemovitosti přes dražbu prostřednictvím její registrace 5 % ze zaplacené ceny + 30 % z rozdílu zaplacené ceny a odhadní ceny, je-li vyšší. Pokud tedy klient koupí přes S-drazby.cz nemovitost za 50 % odhadní ceny, zaplatí dalších 17,5 % odhadní ceny respektive 35 % kupní ceny serveru S-drazby.cz navíc.